# 塔舒朱
塔舒朱是土耳其的城鎮，由梅爾辛省負責管轄，位於該國南部，該鎮在公元前七世紀由希臘人建立，主要經濟活動有旅遊業和漁業，2011年人口9,734。

2000 年，在該鎮西南 6 公里（3.7 英里）處建造了一個名為 Agalar 的軍事碼頭。 在敘利亞內戰期間，該碼頭被用來向敘利亞叛軍運送武器。